# Ginka Gyurova
Ginka Gyurova (bulgare : Гинка Гюрова), née le 15 avril 1954 à Simeonovets (oblast de Pazardjik, Bulgarie), est une ancienne rameuse bulgare. Elle est double médaillée d'argent aux Jeux de 1976 et de 1980.

## Carrière
Ginka Gyurova est double médaillée d'argent olympique en quatre avec barreuse : la première fois en 1976 et la seconde fois en 1980.

## Palmarès

### Jeux olympiques
- Jeux olympiques d'été de 1980 à Moscou ( Union soviétique) :
  -  médaille d'argent en quatre avec barreuse
- Jeux olympiques d'été de 1976 à Montréal ( Canada) :
  -  médaille d'argent en quatre avec barreuse

### Championnats du monde
- Championnats du monde d'aviron 1975 à Nottingham ( Royaume-Uni) :
  -  médaille d'argent en quatre avec barreuse